# Helena Datner
Helena Datner, także Helena Datner-Śpiewak (ur. 19 grudnia 1949) – polska historyczka, socjolożka i działaczka społeczności żydowskiej, w latach 1999–2000 przewodnicząca Gminy Wyznaniowej Żydowskiej w Warszawie.

## Życiorys
Jest córką historyka Szymona Datnera (1902–1989) i Edwardy Orłowskiej (1906–1977). Jej dwie starsze siostry, Miriam i Szoszana (Lilka), zginęły w czasie Holokaustu w getcie białostockim.
Zajmuje się społeczną historią Żydów w XIX wieku, historią społeczności żydowskiej w Polsce po II wojnie światowej oraz socjologicznymi badaniami nad antysemityzmem. Była dyrektorem Centrum Edukacji Kultury Żydowskiej. Jako pierwsza kobieta w historii zasiadła w zarządzie Związku Gmin Wyznaniowych Żydowskich w RP. Jest pracownikiem naukowym Żydowskiego Instytutu Historycznego. Od 2009 jest członkinią Rady Naukowej ŻIH.
W 2007 w Instytucie Stosowanych Nauk Społecznych na Wydziale Stosowanych Nauk Społecznych i Resocjalizacji Uniwersytetu Warszawskiego uzyskała stopień doktora nauk humanistycznych w zakresie socjologii za rozprawę Żydowska inteligencja Warszawy drugiej połowy XIX wieku. Studium historyczno-socjologiczne (promotorka – Małgorzata Melchior).
Jej mężem był Paweł Śpiewak, z którym ma córkę Rutę i syna Jana.

## Publikacje
- 1982: Praca i codzienne obowiązki w opinii społecznej
- 1996: Czy Polacy są antysemitami (wraz z Ireneuszem Krzemińskim)
- 1998: Żydzi w Polsce w latach 1944–1968. Wybór materiałów źródłowych (wraz z Aliną Całą)
- 2007: Ta i tamta strona. Żydowska inteligencja Warszawy drugiej połowy XIX wieku